# 360 kilomètres de Jarama 1987
Navigation
Édition précédente Édition suivante
Les 360 kilomètres de Jarama 1987 (officiellement appelé le  Gran Premio Fortuna ), disputées le 22 mars 1987 sur le Circuit permanent du Jarama ont été la première manche du Championnat du monde des voitures de sport 1987.

## La course

### Classement de la course
Voici le classement officiel au terme de la course,,,.
- Les premiers de chaque catégorie du championnat du monde sont signalés par un fond jaune.
- Pour la colonne Pneus, il faut passer le curseur au-dessus du modèle pour connaître le manufacturier de pneumatiques.
- Les voitures ne réussissant pas à parcourir 75% de la distance du gagnant sont non classées (NC).

| Pos  | Classe | no  | Écurie                     | Pilotes                               | Châssis                            | Pneus | Tours | Temps               |
| Pos  | Classe | no  | Écurie                     | Pilotes                               | Moteur                             | Pneus | Tours | Temps               |
| ---- | ------ | --- | -------------------------- | ------------------------------------- | ---------------------------------- | ----- | ----- | ------------------- |
| 1    | C1     | 5   | Silk Cut Jaguar            | Jan Lammers John Watson               | Jaguar XJR-8                       | D     | 109   | 2 h 29 min 56 s 303 |
| 1    | C1     | 5   | Silk Cut Jaguar            | Jan Lammers John Watson               | Jaguar 7.0L V12 Atmo               | D     | 109   | 2 h 29 min 56 s 303 |
| 2    | C1     | 17  | Rothmans Porsche           | Hans-Joachim Stuck Derek Bell         | Porsche 962C                       | D     | 109   | + 1 s 632           |
| 2    | C1     | 17  | Rothmans Porsche           | Hans-Joachim Stuck Derek Bell         | Porsche Type-935 3.0L Flat-6 Turbo | D     | 109   | + 1 s 632           |
| 3    | C1     | 4   | Silk Cut Jaguar            | Eddie Cheever Raul Boesel             | Jaguar XJR-8                       | D     | 109   | + 11 s 030          |
| 3    | C1     | 4   | Silk Cut Jaguar            | Eddie Cheever Raul Boesel             | Jaguar 7.0L V12 Atmo               | D     | 109   | + 11 s 030          |
| 4    | C1     | 10  | Kremer Porsche Racing      | Volker Weidler Kris Nissen            | Porsche 962C                       | Y     | 106   | + 3 tours           |
| 4    | C1     | 10  | Kremer Porsche Racing      | Volker Weidler Kris Nissen            | Porsche Type-935 2.8L Flat-6 Turbo | Y     | 106   | + 3 tours           |
| 5    | C1     | 3   | Brun Motorsport            | Jesús Pareja Oscar Larrauri           | Porsche 962C                       | M     | 106   | + 3 tours           |
| 5    | C1     | 3   | Brun Motorsport            | Jesús Pareja Oscar Larrauri           | Porsche Type-935 2.8L Flat-6 Turbo | M     | 106   | + 3 tours           |
| 6    | C1     | 2   | Brun Motorsport            | Massimo Sigala Gianfranco Brancatelli | Porsche 962C                       | M     | 105   | + 4 tours           |
| 6    | C1     | 2   | Brun Motorsport            | Massimo Sigala Gianfranco Brancatelli | Porsche Type-935 2.8L Flat-6 Turbo | M     | 105   | + 4 tours           |
| 7    | C1     | 1   | Brun Motorsport            | Walter Brun Frank Jelinski            | Porsche 962C                       | M     | 105   | + 4 tours           |
| 7    | C1     | 1   | Brun Motorsport            | Walter Brun Frank Jelinski            | Porsche Type-935 2.8L Flat-6 Turbo | M     | 105   | + 4 tours           |
| 8    | C1     | 15  | Britten – Lloyd Racing     | Mauro Baldi Jonathan Palmer           | Porsche 962C GTi                   | G     | 104   | + 5 tours           |
| 8    | C1     | 15  | Britten – Lloyd Racing     | Mauro Baldi Jonathan Palmer           | Porsche Type-935 2.8L Flat-6 Turbo | G     | 104   | + 5 tours           |
| 9    | C2     | 111 | Spice Engineering          | Gordon Spice Fermín Vélez             | Spice SE86C                        | A     | 100   | + 9 tours           |
| 9    | C2     | 111 | Spice Engineering          | Gordon Spice Fermín Vélez             | Ford Cosworth DFL 3.3L V8 Atmo     | A     | 100   | + 9 tours           |
| 10   | C1     | 11  | Kremer Porsche Racing      | Emilio de Villota Paco Romero         | Porsche 962C                       | Y     | 99    | + 10 tours          |
| 10   | C1     | 11  | Kremer Porsche Racing      | Emilio de Villota Paco Romero         | Porsche Type-935 2.8L Flat-6 Turbo | Y     | 99    | + 10 tours          |
| 11   | C2     | 101 | Ecurie Ecosse              | David Leslie Ray Mallock              | Ecosse C286                        | A     | 99    | + 10 tours          |
| 11   | C2     | 101 | Ecurie Ecosse              | David Leslie Ray Mallock              | Ford Cosworth DFL 3.3L V8 Atmo     | A     | 99    | + 10 tours          |
| 12   | C2     | 114 | Team Tiga Ford Denmark     | Thorkild Thyrring Leif Lindström (sv) | Tiga GC287                         | A     | 98    | + 11 tours          |
| 12   | C2     | 114 | Team Tiga Ford Denmark     | Thorkild Thyrring Leif Lindström (sv) | Ford Cosworth BDT-E 2.1L I4 Turbo  | A     | 98    | + 11 tours          |
| 13   | C2     | 115 | ADA Engineering            | Mike Wilds Ian Harrower               | Gebhardt JC843                     | A     | 98    | + 11 tours          |
| 13   | C2     | 115 | ADA Engineering            | Mike Wilds Ian Harrower               | Ford Cosworth DFL 3.3L V8 Atmo     | A     | 98    | + 11 tours          |
| 14   | C2     | 104 | URD Junior Team            | Rudi Seher Hellmut Mundas             | URD C81/2                          | A     | 83    | + 26 tours          |
| 14   | C2     | 104 | URD Junior Team            | Rudi Seher Hellmut Mundas             | BMW M88 3.5L I6 Atmo               | A     | 83    | + 26 tours          |
| Abd. | C2     | 117 | Team Lucky Strike Schanche | Martin Schanche Will Hoy              | Argo JM19B                         | A     | 81    | Accident            |
| Abd. | C2     | 117 | Team Lucky Strike Schanche | Martin Schanche Will Hoy              | Zakspeed 1.9L I4 Turbo             | A     | 81    | Accident            |
| Abd. | C2     | 198 | Cosmik Roy Baker Racing    | Pasquale Barberio Costas Los          | Tiga GC286                         | A     | 81    | Panne sèche         |
| Abd. | C2     | 198 | Cosmik Roy Baker Racing    | Pasquale Barberio Costas Los          | Ford Cosworth DFL 3.3L V8 Atmo     | A     | 81    | Panne sèche         |
| Abd. | C2     | 123 | Charles Ivey Racing        | Mark Newby Dudley Wood                | Tiga GC287                         | A     | 4     | Surchauffe          |
| Abd. | C2     | 123 | Charles Ivey Racing        | Mark Newby Dudley Wood                | Porsche Type-935 2.6L Flat-6 Turbo | A     | 4     | Surchauffe          |
| Np.  | C2     | 116 | Technoracing               | Luigi Taverna Jean-Pierre Frey        | Alba AR3                           | A     | -     | -                   |
| Np.  | C2     | 116 | Technoracing               | Luigi Taverna Jean-Pierre Frey        | Ford Cosworth DFL 3.3L V8 Atmo     | A     | -     | -                   |

## Pole position et record du tour
- Pole position :  Eddie Cheever (#4 Silk Cut Jaguar) en 1 min 14 s 350
- Meilleur tour en course :  Hans-Joachim Stuck (#17 Rothmans Porsche) en 1 min 14 s 541

## À noter
- Longueur du circuit : 3,312 km
- Distance parcourue par les vainqueurs : 361,012 km